# Huta Bolon
Huta Bolon is een bestuurslaag in het regentschap Samosir van de provincie Noord-Sumatra, Indonesië. Huta Bolon telt 448 inwoners (volkstelling 2010).